# Memecylon hylandii
Memecylon hylandii är en tvåhjärtbladig växtart som beskrevs av Whiffin. Memecylon hylandii ingår i släktet Memecylon och familjen Melastomataceae. Inga underarter finns listade i Catalogue of Life.